# Charles W. Buttz
Charles Wilson Buttz (* 16. November 1837 in Stroudsburg, Monroe County, Pennsylvania; † 20. Juli 1913 in Lisbon, North Dakota) war ein US-amerikanischer Politiker. Zwischen 1876 und 1877 vertrat er den Bundesstaat South Carolina im US-Repräsentantenhaus.

## Werdegang
Im Jahr 1839 kam Charles Buttz mit seinen Eltern nach Buttzville in New Jersey. Dort besuchte er die öffentlichen Schulen. Anschließend studierte er in Belvidere Jura. Dieses Studium wurde durch den Bürgerkrieg unterbrochen, an dem Buttz als Oberleutnant in der Armee der Union teilnahm. Nach einer Verwundung im Jahr 1863 musste er den Militärdienst quittieren. Nach seiner im gleichen Jahr erfolgten Zulassung als Rechtsanwalt begann er in Norfolk in seinem neuen Beruf zu arbeiten.
Buttz war Mitglied der Republikanischen Partei und nahm 1864 als Delegierter an der Republican National Convention teil. Im selben Jahr wurde er einer der Direktoren der Exchange Bank of Virginia; 1866 wurde er Bezirksstaatsanwalt im King William County in Virginia. Im Jahr 1870 zog Charles Buttz nach Charleston in South Carolina. Dort war er von 1872 bis 1880 als Staatsanwalt im ersten Gerichtsbezirk tätig. 1874 kandidierte er erfolglos gegen Edmund William McGregor Mackey für das US-Repräsentantenhaus. Buttz legte Widerspruch gegen das Wahlergebnis ein. Als Resultat erklärte der Kongress am 19. Juli 1876 den umstrittenen Abgeordnetensitz für vakant. Die nun fälligen Nachwahlen konnte Buttz für sich entscheiden. Damit konnte er zwischen dem 7. November 1876 und dem 3. März 1877 die angebrochene Legislaturperiode im Kongress beenden. Bei den regulären Kongresswahlen des Jahres 1876 kandidierte er nicht mehr.
Im Jahr 1878 zog Charles Butzz nach Fargo in North Dakota. In diesem Staat war er 1882 an der Gründung des Ransom County beteiligt. Von 1884 bis 1886 arbeitete Buttz als Staatsanwalt. Zwischen 1903 und 1909 war er Abgeordneter im Repräsentantenhaus von North Dakota. Er starb am 20. Juli 1913 in Lisbon und wurde dort auch beigesetzt.